# Menarinibus Citymood
Il Menarinibus Citymood, fino al 2016 BredaMenarinibus Citymood, è un modello di autobus e autosnodato urbano a pianale ribassato progettato e prodotto prima dall'azienda italiana BredaMenarinibus e poi da Industria Italiana Autobus.
La produzione avviene in Italia presso gli stabilimenti IIA di Bologna e Flumeri e, su licenza, in Turchia presso lo stabilimento Karsan di Bursa. Il mezzo si è diffuso principalmente in Italia e in seguito nelle citta in Grecia (Atene), Bulgaria (Pernik), Romania (Brasov, Sibiu) e Turchia (Karsan).

## Storia

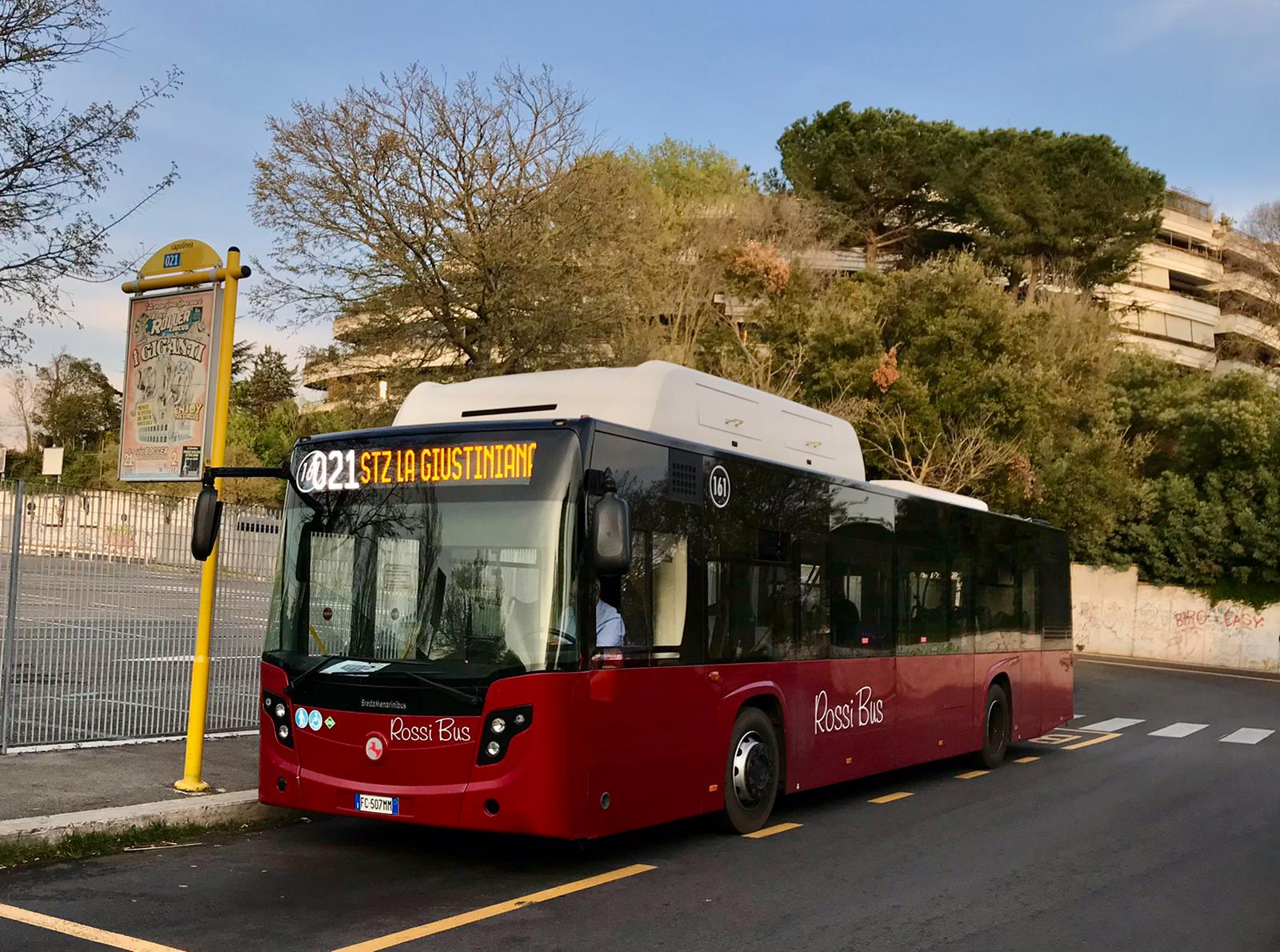
BredaMenarinibus Citymood di RossiBus a Roma

Il Citymood è stato progettato come successore del BredaMenarinibus Avancity ed è stato presentato da BredaMenarinibus il 26 novembre 2013 durante la manifestazione CityToCity a Bologna in tre versioni divise per lunghezza e con alimentazione a gasolio e gas naturale compresso.
Nel 2016, con l'assorbimento di BredaMenarinibus da parte di Industria Italiana Autobus, quest'ultima ha promosso una razionalizzazione della gamma di prodotti con il lancio del marchio Menarinibus, ispirato alla defunta bolognese Carrozzeria Menarini, e la commercializzazione della seconda generazione del Citymood. Quest'ultima prevedeva, rispetto alla precedente, alcune migliorie volte ad aumentare la sicurezza dei viaggiatori, come barre stabilizzatrici e anti-intrusione laterali, e una migliore accessibilità agli impianti elettrici.
Successivamente IIA, in collaborazione con Rampini, ha tentato la commercializzazione del Citymood elettrico, noto come Citymood 12E o Rampini E120, ma il lancio non ha riscontrato alcuna vendita. Nel 2020 è stata presentata la versione da 12 metri alimentata a gas naturale liquefatto mentre nel 2021 è stata presentata nuovamente la versione elettrica.

## Caratteristiche

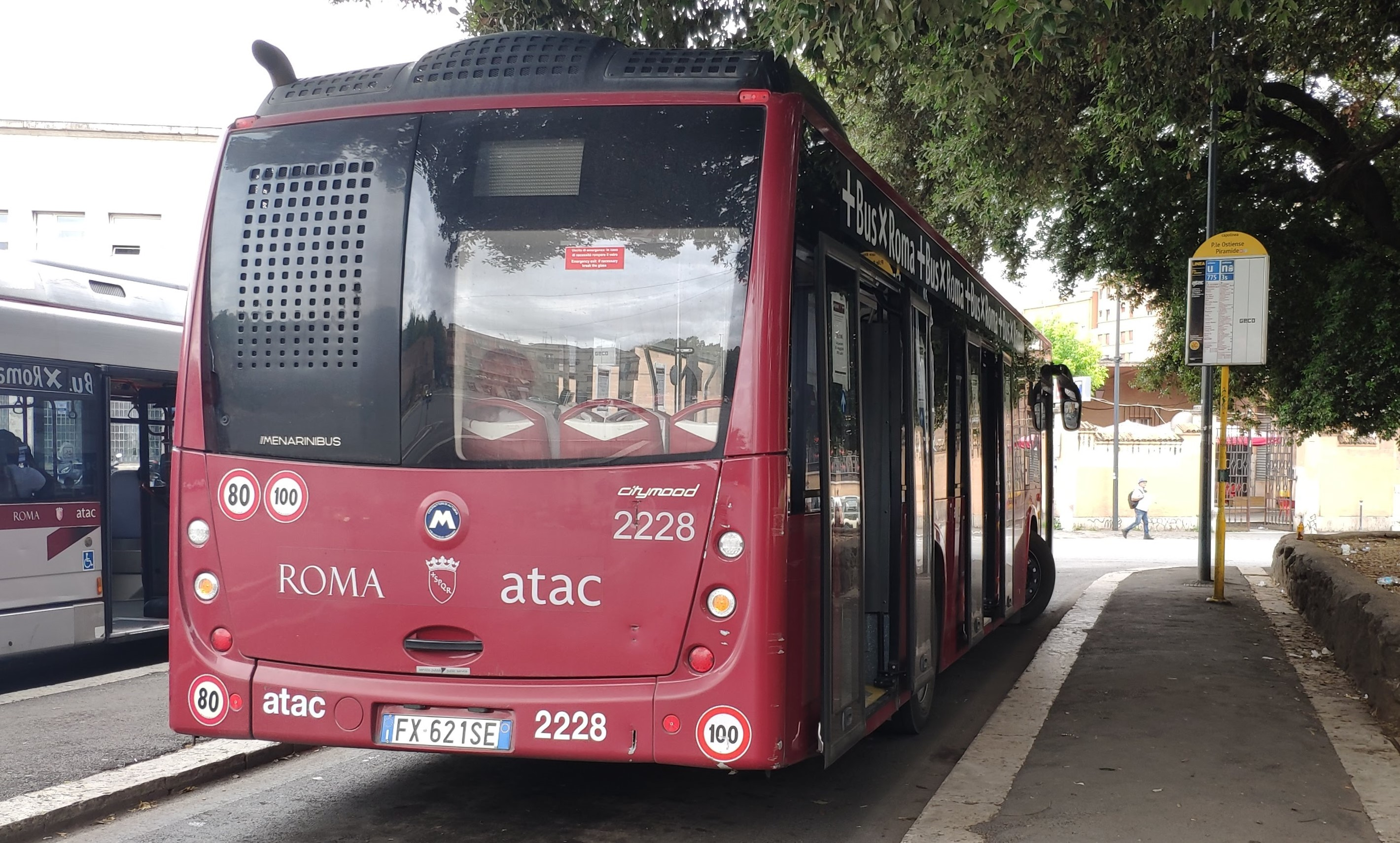
Menarinibus Citymood 12 di ATAC a Roma

Il Citymood è reso disponibile in tre versioni suddivise per lunghezza, ossia 10, 12 e 18, ad allestimento urbano, suburbano (classe I) o extraurbano (classe II) e con alimentazione a gasolio, gas naturale compresso (GNC) e, per la sola versione da 12 metri, a gas naturale liquefatto (GNL) ed elettrica.
Nella versione a trazione endotermica monta un motore FPT Cursor 9 (8 nelle versioni alimentate a metano) posto in posizione longitudinale nella parte posteriore del mezzo con intercooler e una cilindrata da 8710 cm³ (7800 cm³ nelle versioni GNC) erogante da 310 a 360 cavalli vapore. In tutte le sue versioni rispetta gli standard Euro VI. Al motore è abbinato di base un cambio automatico ZF 6AP Ecolife a 6 marce. La versione elettrica è equipaggiata con un motore Siemens PEM 1DB2016 - 6NB06 con una potenza massima di 230 kW e accumulatori agli ioni di litio (NMC) con una capacità variabile tra i 330 e i 495 kWh.
La scocca è in profilati di acciaio al carbonio elettrosaldati per formare un'unica struttura portante mentre i pannelli laterali sono in fibra di vetro. Il numero di porte può variare da due a quattro ed esse, realizzate in lega leggera, possono essere sia rototraslanti interne che scorrevoli a comando pneumatico o elettrico e dotate in tutti i casi di sistema anti-schiacciamento e bordo sensibile.
| Versione    | Lunghezza | Altezza | N° di porte | Alimentazione           |
| ----------- | --------- | ------- | ----------- | ----------------------- |
| Citymood 10 | 10,62 m   | 3,213 m | 2 o 3       | gasolio                 |
| Citymood 10 | 10,62 m   | 3,38 m  | 2 o 3       | gas naturale compresso  |
| Citymood 12 | 12,1 m    | 3,213 m | 2 o 3       | gasolio                 |
| Citymood 12 | 12,1 m    | 3,38 m  | 2 o 3       | gas naturale compresso  |
| Citymood 12 | 12,1 m    | 3,48 m  | 2 o 3       | gas naturale liquefatto |
| Citymood 12 | 12,1 m    | 3,25 m  | 2 o 3       | elettricità             |
| Citymood 18 | 18 m      | 3,213 m | 3 o 4       | gasolio                 |
| Citymood 18 | 18 m      | 3,48 m  | 3 o 4       | gas naturale compresso  |

## Diffusione

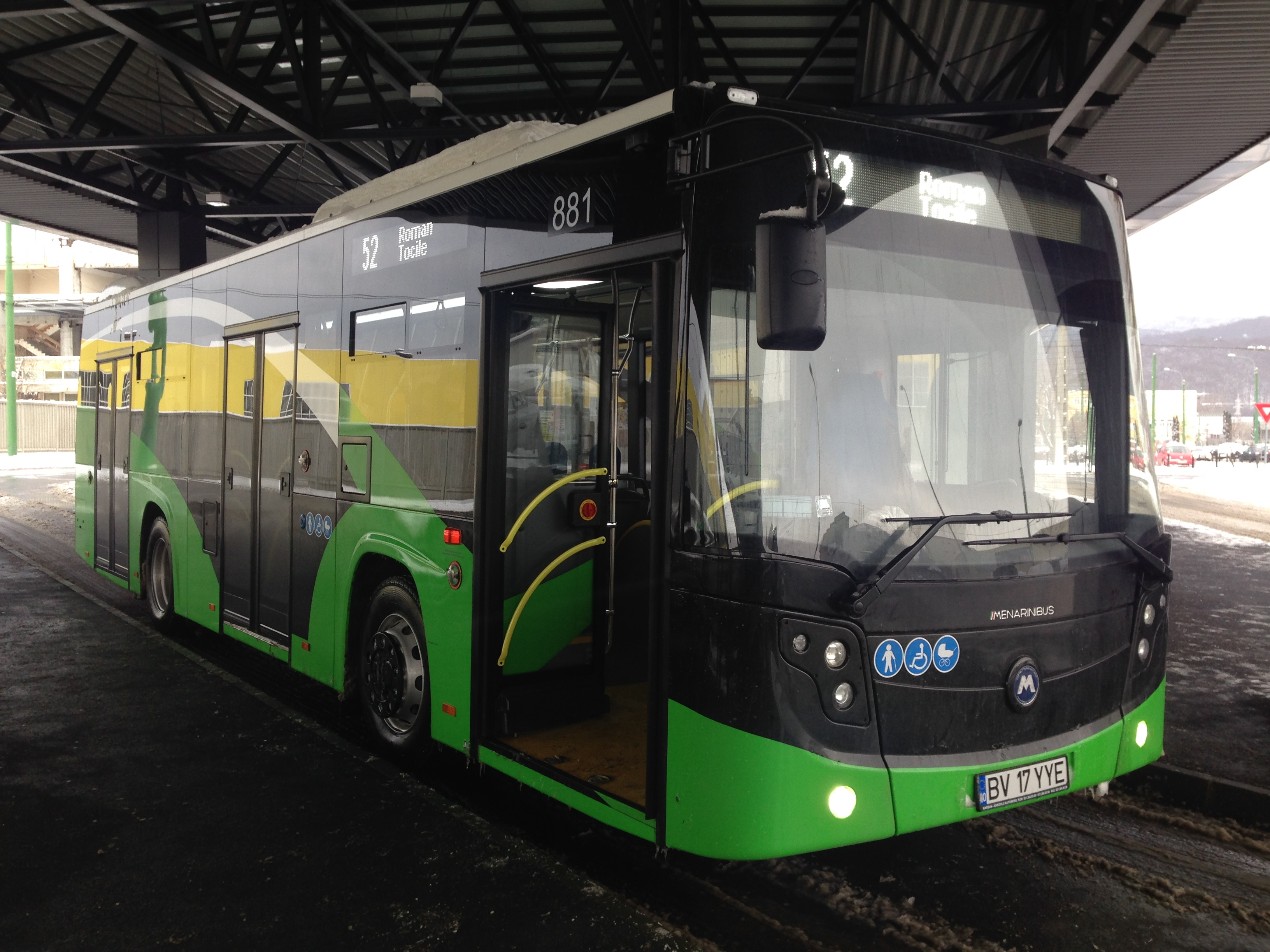
Menarinibus Citymood 10 di RATBv

Il Citymood si è ampiamente diffuso nel suo paese di origine, in Italia. I primi esemplari sono stati venduti nel corso del 2015 alle aziende CTT Nord, SGM (Lecce), KYMA Mobilità (Taranto), AMSC (Gallarate) e ATAF (Foggia). Con il lancio della seconda generazione gli acquisti si sono moltiplicati anche grazie all'aggiudicazione nel 2018 di una gara d'appalto indetta da Consip per un totale di 750 vetture. Nell'ambito di questa fornitura ben 617 vetture sono state acquistate da Roma Capitale per ATAC. Altri quantitativi minori di vetture sono presenti nelle flotte di: AMAT (Palermo), AMT (Genova), AMTAB (Bari), AMTS (Catania), ANM (Napoli), APAM, ARST, ASF Autolinee, ASPO Olbia, ATAM (Reggio Calabria), GTT (Torino), Brescia Trasporti, MOM, Trieste Trasporti,   Busitalia Veneto, Conerobus, CTP (Napoli), FCE, SETA, Start Romagna, SVT (Vicenza), Tiemme, TPER, TPL Linea, Trotta Bus Services, TUA, Actv (Venezia) e Busitalia Campania, ATM (Messina), CSC Mobilità (Latina).
Karsan ha distribuito diversi esemplari di Citymood anche nei paesi dell'Europa orientale, in particolare in Turchia, dove 73 esemplari prestano servizio a Mersina, in Bulgaria a Pernik e in Romania a Brașov e Sibiu.